# Флюорография
Флюорогра́фия (синонимы: радиофотография, рентгенофотография, рентгенофлюорография) — рентгенологическое исследование, заключающееся в фотографировании видимого изображения организма на флюоресцентном экране, которое образуется в результате прохождения рентгеновских лучей через тело (человека) и неравномерного поглощения органами и тканями организма.
Обычно флюорографию делают для исследования лёгких человека на предмет заболевания при злоупотреблении курения, а также при профилактике туберкулёза — инфекционного заболевания лёгких, возбудителем которого считается палочка Коха. При плеврите — воспалении внешней оболочке лёгких — плевре и эмфиземе — остром легочном воспалении — нужно хирургическое вмешательство. Основы этого метода сразу же после открытия рентгеновских лучей немецким физиком В. Рентгеном в 1895 году разработали учёные А. Баттелли и А. Карбассо (Италия) и Дж. М. Блейер (США).
Флюорография даёт уменьшенное изображение объекта. Выделяют мелкокадровую (например, 24×24 мм или 35×35 мм) и крупнокадровую (в частности, 70×70 мм или 100×100 мм) методики. Последняя по диагностическим возможностям приближается к рентгенографии. Флюорография применяется главным образом для исследования органов грудной клетки, молочных желёз, костной системы.
Наиболее распространённым диагностическим методом, использующим принцип флюорографии, является флюорография органов грудной клетки, которая применяется прежде всего для выявления туберкулёза и новообразований лёгких. Разработаны как стационарные, так и мобильные флюорографические аппараты.
В настоящее время плёночная флюорография постепенно заменяется цифровой. Цифровые методы позволяют упростить работу с изображением (изображение может быть выведено на экран монитора, распечатано, передано по сети, сохранено в медицинской базе данных и т. п.), уменьшить лучевую нагрузку на пациента и уменьшить расходы на дополнительные материалы (плёнку, проявитель для плёнки).
Существует две распространённые методики цифровой флюорографии. Первая методика, как и обычная флюорография, использует фотографирование изображения на флюоресцентном экране, только вместо рентген-плёнки используется ПЗС-матрица. Вторая методика использует послойное поперечное сканирование грудной клетки веерообразным пучком рентгеновского излучения с детектированием прошедшего излучения линейным детектором (аналогично обычному сканеру для бумажных документов, где линейный детектор перемещается вдоль листа бумаги). Второй способ позволяет использовать меньшие дозы излучения. Некоторый недостаток второго способа — большее время получения изображения.